# Honda CBF 1000 F
Die CBF 1000 F (Werkscode SC 64) ist ein 4-Zylinder-Sporttourer von Honda mit Teilverkleidung. Das Motorrad war auch in der Variante CBF 1000 ST mit Seitenkoffern erhältlich.

## Allgemeines
Der Motor wurde der Honda Fireblade SC 57 entnommen und der Hubraum beträgt somit 998 cm³. Sie ist als Sporttourer/Allrounder mit Teilverkleidung erhältlich und verfügt über zwei vordere und eine hintere Scheibenbremse – serienmäßig ist ein Combined-ABS vorhanden, welches beim Betätigen der Hinterradbremse auch einen Bremskolben der Vorderradbremse mitbetätigt. Als Besonderheit dieses Motorrades ist die Anpassbarkeit an den Fahrer zu nennen. Hierzu kann beispielsweise die Höhe der Sitzbank oder der Scheibe verändert werden. Honda bietet auch eine Drosselung auf versicherungsgünstige 98 PS an. Sie ist in Rot, Schwarz, Silber oder Weiß zu erwerben.
Die CBF 1000 F (SC 64) wurde entwickelt, um die CBF 1000 (SC 58) abzulösen. Auch sollte das aggressivere Design weitere Kundenschichten ansprechen. Da die alte CBF 1000 weiterhin gute Absatzzahlen erzielte, entschloss sich Honda, beide Modelle bis 2011 parallel im Programm zu behalten.